# Stutz (Flur in Frastanz)

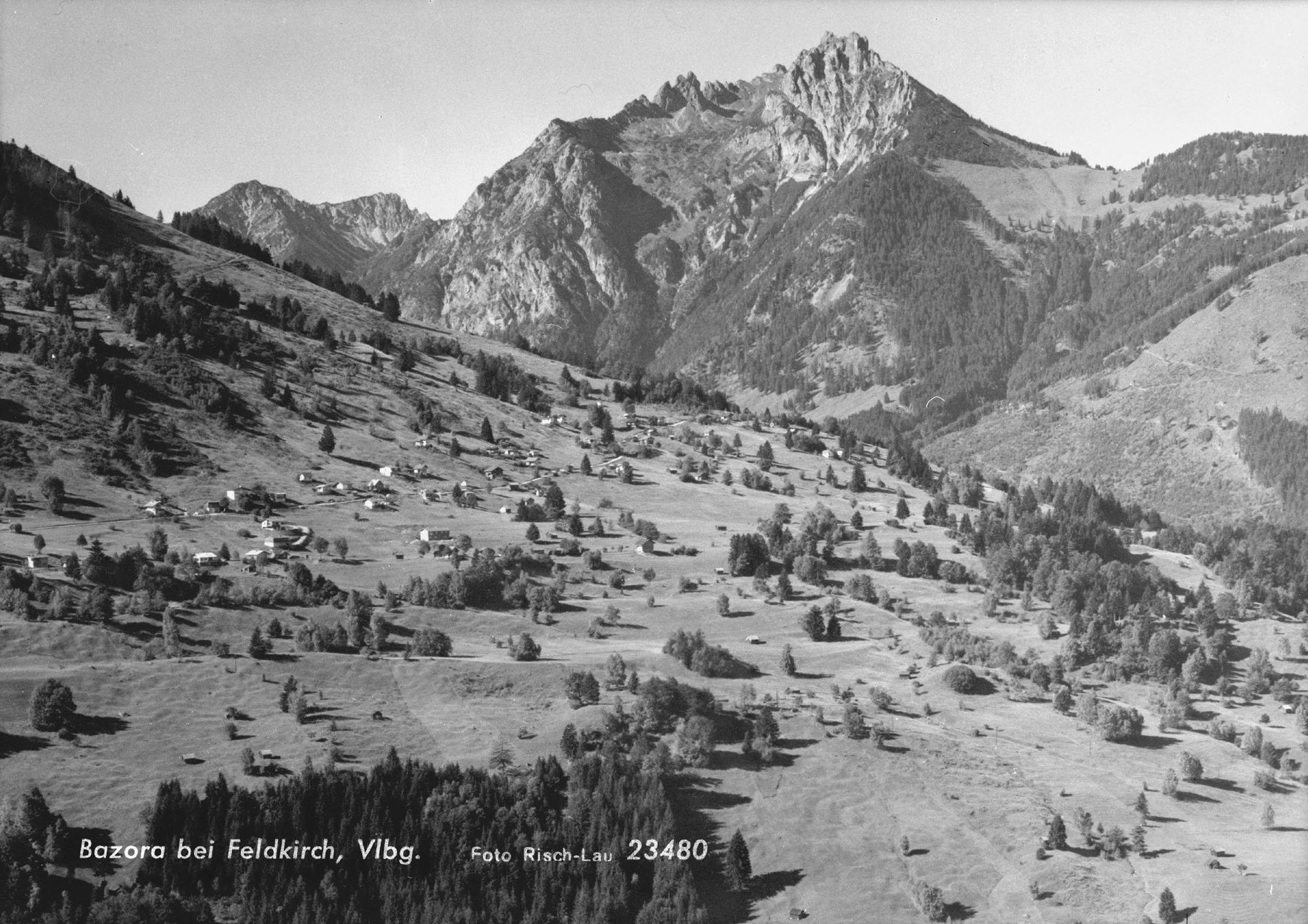
Bazora und rechts das Flurstück Stutzberg, darunter Stutz. Im Hintergrund das Saminatal und dominierend dahinter die Drei Schwestern. Aufnahme 1966, das Gebiet ist heute noch stärker bewaldet.

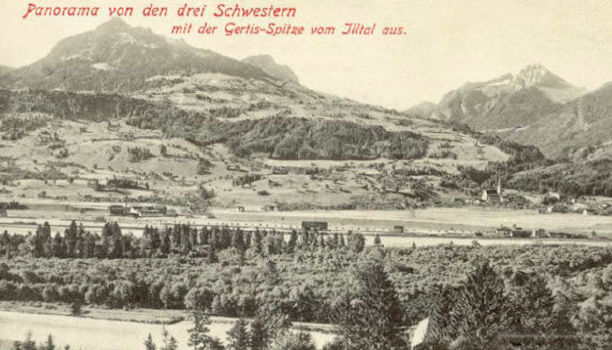
Der Auwald bei Frastanz, die Gemeinde Frastanz und dahinter Stutz, Stutzberg, Bazora und die Gurtisspitze. Rechts das Saminatal und die Drei Schwestern. Aufnahme um 1907 entstanden

Stutz ist ein Flurstück, welche zwischen Frastafeders und dem Flurstück Stutzberg / Bazora in der Marktgemeinde Frastanz in Vorarlberg (Österreich) auf etwa 820 m ü. A. liegt. Das Gebiet von Stutz bis Bazora ist für den Artenreichtum an Tieren und Pflanzen, insbesondere Pilzen, bekannt.

## Geschichte
Eine Urkunde im Frastanzer Gemeindearchiv (1471) geht auf einen Konflikt zwischen den sogenannten Berg- und Talleuten von Frastanz ein. In dieser Urkunde ist von vier Höfen auf Garfarberg zu lesen, die von Hans Giger, dem Stutzer, Peter Bertschs Erben und Ytal Bertsch bewohnt wurden. Es kann noch nicht sicher nachvollzogen werden, ob es sich dabei um die Höfe am oberen und unteren Stutz handelte, oder ob sich diese Höfe irgendwo anders befanden. Es befinden sich in diesem Umfeld von Stutz / Stutzberg / Bazora mehrere Flurstücke, die einen ähnlich lautenden Namen haben.

## Name
Stutz ist ein Name, der in Vorarlberg oft vorkommt (z. B. in: Au, Bürs, Dalaas, Düns, Fontanella etc.), alleine und in vielfältiger Kombination (z. B. Stutzalp, Stutzboda, Stutzbühl, Stutzhalde, Stutzwald etc.). Unter Stutz wird etwas abgekürztes verstanden (siehe z. B.: Stutzen (Waffe)). Stutz ist daher im Sinne „Klein“ zu verstehen.

## Schutz
Durch die Verordnung über den Schutz wild wachsender Pflanzen im Bereiche der Bazora wurde die Flora bei Stutz und am Stutzberg erstmals geschützt. Heute sind Flora und Fauna durch die Vorarlberger Naturschutzverordnung geschützt. Zudem wurde die Magerwiesenlandschaft zwischen Frastafeders (Frastanz) und Bazora, somit auch Stutz und Stutzberg, in das Biotopinventar des Landes Vorarlberg aufgenommen. Aus der Biotopkarte des Walgaus ist ersichtlich, dass sich in den Hanglagen über Frastanz und Nenzing ein einzigartiges Mosaik von Feucht- und Trockenwiesen ausbreitet.

## Topografie
Der Untergrund zwischen Bazora und Stutz besteht aus Moränenmaterial. Das Flurstück Stutz wird auf der östlichen Seite vom Klöslefeldbach / Grappawald begrenzt und auf der westlichen Seite vom Garsettabach (auch: Valiserabach) / Garsettawald sowie vom Saminatal bzw. der Samina. Amerlügen liegt rund 900 Meter Luftlinie nordwestlich von Stutz. Südlich liegt etwa 450 Meter Luftlinie der Stutzberg und 900 Meter die Rotte Bazora. In das nordöstlich gelegene Ortszentrum von Frastanz sind es etwa 1500 Meter.
Es finden sich hier mehrere kleine eisenhaltige Quellen. Das Eisenhydroxid erscheint als buntschimmernder Film über stehendem Wasser oder ist als »Rostflecken« (Vergleyung) am Boden sichtbar. Der Eisengehalt stammt aus dem lehm- und tonhaltigen Moränenmaterial aus der Silvretta. Eine eisenhaltige Schwefelquelle in bzw. um Stutz soll im 19. Jahrhundert benutzt worden sein. Oberhalb beim Stutzberg liegt ein Flurstück mit der Bezeichnung Schwefelwasser.

## Flora und Fauna
Der Stutzberg bildete zusammen mit Stutz und Bazora eine große zusammenhängende Magerwiesenlandschaft. Im Laufe der letzten 70 Jahre jedoch sind eine Vielzahl der Wiesen verschwunden und nun bewaldet. Heute besteht hier ein Wechsel zwischen gehölzdurchsetzten Magerwiesen, Riedern und Waldbeständen.
Zu den hier vorkommenden Tier- und Pflanzenarten siehe: Flora und Fauna am Stutzberg.

## Sport
Der Stutzweg wurde bis vor Kurzem von den Anwohnern jahrzehntelang im Winter als Rodelbahn genutzt. An Stutz vorbei führt auch die Naturskiabfahrt von Bazora nach Frastafeders bzw. Frastanz.